# フィリップ・カール・ヤブロンスキー
フィリップ・カール・ヤブロンスキー（英語: Phillip Carl Jablonski, 1946年1月3日 - 2019年12月27日）は、1978年から1991年の間にカリフォルニア州とユタ州で5人の女性を殺害した罪で有罪判決を受けたアメリカ合衆国のシリアルキラー。

## 生涯
ジャブロンスキーは高校で彼の最初の妻、アリス・マッゴーワンに出会う。1966年に陸軍に入隊し、海外に送られたが1968年に米国に戻ったときに結婚、 テキサス州に住んでいる間、性暴力的になりセックス中、マッゴーワンの顔に枕を押し付け、彼女を窒息させようとした。 幾度か、彼は彼女が意識を失うまで首を絞めた:17。
マクゴーワンが去った後、ジェーン・サンダースと1968年11月に出会う。 サンダースを最初のデートで強姦したが、彼女は報告しなかった。 彼女は妊娠し、ジャブロンスキーが軍を去った後、1969年7月にカリフォルニアに移る。あるとき、サンダースはセックス中にやめたくなったが、ジャブロンスキーは銃を抜いて、彼女が続けなければ彼女を撃つと脅した。彼は彼女を銃の台尻で殴り、彼女は気絶した。彼女が意識を取り戻したとき、依然として彼は彼女をレイプしていた。彼女は1972年に彼のもとを去った:17–18。
1972年後半、ジャブロンスキーは幼い子供が部屋にいる間に、自宅のナイフポイントで女性の知り合いをレイプした。女性は逃げ出し、警察に電話した隣人の家に駆け込む。ヤブロンスキーは、レイプで逮捕され、有罪判決を受ける。

## 犯罪

### 1件目の殺人
1977年2月、ジャブロンスキーはリンダ・キンボールと出会い、8月まで同居。キンボールは1977年12月に娘を出産。
1978年7月6日の夕方、近くに住んでいたキンボールの母親であるイソベル・ポールスは、ジャブロンスキーによって目が覚め、彼女を強姦するために来たと彼女に言ったが、彼が彼女の顔を見たとき「彼が見ることができるすべてはリンダの顔だった」ので、それを通り抜け、ポールはなんとか隣人の家に逃げ、警察に事件を報告しなかった。 事件の数日後、キンボールはヤブロンスキーのもとを去り、彼女と娘はパールズと一緒に引っ越した。
7月16日の朝、キンボールはジャブロンスキーと分かち合ったアパートに戻り、赤ちゃんの持ち物を拾う。その午後、彼女はアパート内で死んでいるのが発見された。彼女は殴られ、刺され、絞め殺されていた。ジャブロンスキーは11日後に逮捕された。
彼はキンボールの殺人で12年の刑務所に勤め、1990年に釈放された。
キャロル・スパドーニは、ジャブロンスキーが刑務所にいる間に新聞広告に答えた後、1982年にジャブロンスキーと出会い結婚した。

### 2件目の殺人
1991年4月22日にカリフォルニア州インディオで38歳のファシマ・ヴァンを殺害した罪で起訴される。ヴァンは地元のコミュニティカレッジの仲間の学生で、ジャブロンスキーが仮釈放の条件を満たすために同校に通っていた。未亡人であり2人暮らしで10代の少女の母親であるヴァンは、インディオ砂漠の浅い溝に裸で横たわり、頭に撃たれ、性的暴行を受け、「イエスを愛している」という言葉が背中に刻まれ、目と耳などの他部も切除されていた状態で見つかった。

### 3件目の殺人
それから5日後の1991年4月27日には、ユタ州グランド郡で行われた58歳のマーギー・ロジャースを強盗・殺人した罪でも起訴される。スパドーニは射撃され、ダクトテープで窒息させられ、刺されたが、ピーターセンは性的暴行を受けて射殺された。 
ジャブロンスキーは、1991年4月27日にユタ州グランド郡で58歳のマーギー・ロジャースへの盗難、またロジャースに性的暴行をし、頭を2回撃っていた。
翌日の28日に、カンザスで逮捕されました。その後の殺人の罪でも起訴されました。彼は殺人罪で有罪となり、死刑判決を受けた。
2006年1月、 カリフォルニア州最高裁判所 は、 控訴に関し、地裁の死刑判決を支持しました。
彼は現在、人々にサン・クエンティンの州刑務所に行き、死刑囚の入場をより耐えられるものにするよう求めています。